# Тинејџерско лето 2
Тинејџерско лето 2 (енгл. Teen Beach 2) амерички је тинејџерски филм са елементима комедије и мјузикла. Режију потписује Џефри Хорнадеј, док главне улоге тумаче Рос Линч и Маја Мичел. Наставак је филма Тинејџерско лето из 2015. године.

## Улоге
| Глумац        | Улога   |
| ------------- | ------- |
| Рос Линч      | Брејди  |
| Маја Мичел    | Макензи |
| Грејс Фипс    | Лела    |
| Гарет Клејтон | Танер   |